# Signo de Blumberg
El signo de Blumberg es el dolor con la descompresión brusca del abdomen y tiene gran importancia en revelar irritación peritoneal. Puede ser característico, en la fosa ilíaca derecha, por ejemplo de una apendicitis. También es conocido como signo del rebote.

## Maniobra
En la exploración del abdomen, el signo de Blumberg se investiga haciendo presión suave y profunda con la punta de los dedos unidos cubriendo unos 2 cm, para luego y súbitamente retirar la mano observando si la maniobra produce dolor agudo. El estiramiento brusco del peritoneo parietal irritado, al causar el efecto de rebote, origina ese dolor. Es posible que la leve sacudida realizada durante la técnica de la percusión del abdomen o cuando el paciente tose, desencadene el mencionado dolor agudo. Cuando el dolor desaparece al realizar la maniobra, pero no hay mejoría del resto de los síntomas indica, en el caso de la apendicitis, que ha evolucionado a gangrena o la inflamación ha progresado a los tejidos adyacentes.